# Śląsk Wrocław (piłka nożna kobiet)
WKS Śląsk Wrocław Sekcja Piłki Nożnej Kobiet – polski kobiecy klub piłkarski założony we Wrocławiu w roku 1976 jako AZS-AWF Wrocław.

## Chronologia nazwy
- 1976–1997: AZS-AWF Wrocław
- 1997–2006: Klub Środowiskowy Akademickiego Związku Sportowego Wrocław
- 2006–2007: AZS VB (Volksbank) Leasing Wrocław
- 2007–2010: Klub Środowiskowy Akademickiego Związku Sportowego Wrocław
- 2010–2020: Klub Sportowy Akademicki Związek Sportowy Wrocław
- od 13 maja 2020: WKS Śląsk Wrocław Sekcja Piłki Nożnej Kobiet

## Stadion
Piłkarki WKS Śląsk swoje spotkania w roli gospodarza rozgrywają na stadionie Centrum Piłkarskiego Ślęzy Wrocław na Klokoczycach.

## Sukcesy
- Mistrzostwo Polski (8): 2001, 2002, 2003, 2004, 2005, 2006, 2007, 2008
- Puchar Polski (4): 2003, 2004, 2007, 2009
- II runda Pucharu UEFA (2): 2005, 2006
- Wicemistrz Polski (3): 1999, 2009, 2010
- Mistrz Polski w kategorii U-19: 2000, 2012, 2016

## Znane piłkarki
- Joanna Wróblewska –reprezentantka Polski A
- Małgorzata Grec – reprezentantka Polski A
- Karolina Ostrowska – reprezentantka Polski U-19
- Maria Zbyrad – reprezentantka Polski U-19
- Anita Turkiewicz – reprezentantka Polski U-19
- Aleksandra Parka – reprezentantka Polski U-19
- Aleksandra Dudziak – reprezentantka Polski U-19
- Oliwia Krysman – reprezentantka Polski U-19
- Jaonna Węcławek – reprezentantka Polski U-17
- Julia Maskiewicz – reprezentantka Polski U-17
- Karolina Iwaśko – reprezentantka Polski U-17
- Klaudia Homa – reprezentantka Polski U-17